# Alberto Ancilotto
Alberto Ancilotto (Treviso, 20 dicembre 1902 – Maserada sul Piave, 23 dicembre 1971) è stato un regista e documentarista italiano, candidato all'Oscar nel 1953.

## Biografia
Documentarista italiano, attivo negli anni 50, fu candidato all'Oscar nel 1953 per il miglior cortometraggio documentario con Epeira Diadema.
Ha vinto una Targa d'oro al David di Donatello nel 1957 per la sua regia in L'incanto della foresta.
Ha ottenuto un Riconoscimento d'onore nel 1959 al Festival internazionale del cinema di Berlino per I ditteri.

## Filmografia

### Regista
- Epeira Diadema (1952)
- L'incanto della foresta (1957)
- I ditteri (1959)